# Operculina pteripes
Operculina pteripes är en vindeväxtart som först beskrevs av George Don jr, och fick sitt nu gällande namn av O'donell. Operculina pteripes ingår i släktet Operculina och familjen vindeväxter. Inga underarter finns listade i Catalogue of Life.